# 1909 Alekhin
1909 Alekhin este un asteroid din centura principală, descoperit pe 4 septembrie 1972 de Liudmila Juravliova.